# Alex Kidd BMX Trial
Alex Kidd BMX Trial (Japans: アレックスキッドBMXトライアル) is een computerspel dat werd ontwikkeld en uitgegeven door Sega. Het spel kwam alleen in Japan uit op 15 november 1987 voor gebruik in combinatie met de speciale pedalcontroller. Het spel draait om het karakter Alex Kidd, die zo snel als mogelijk een hindernisbaan moet afleggen. Er zijn geen tegenstanders. De speler kan over water springen en onderweg diverse bonussen verzamelen. Het spel is ten einde als de speler geen energie meer heeft. Het speelveld wordt van bovenaf getoond.

## Levels
Het spel begint in Blackwood Bos (Forest Bois Noirs). Afhankelijk van de gekozen weg, is het mogelijk om in andere delen te komen: 
- Blackwood Forest
- Cactus Desert
- South Seas
- Piramide River
- Radaxian